# Dembowa

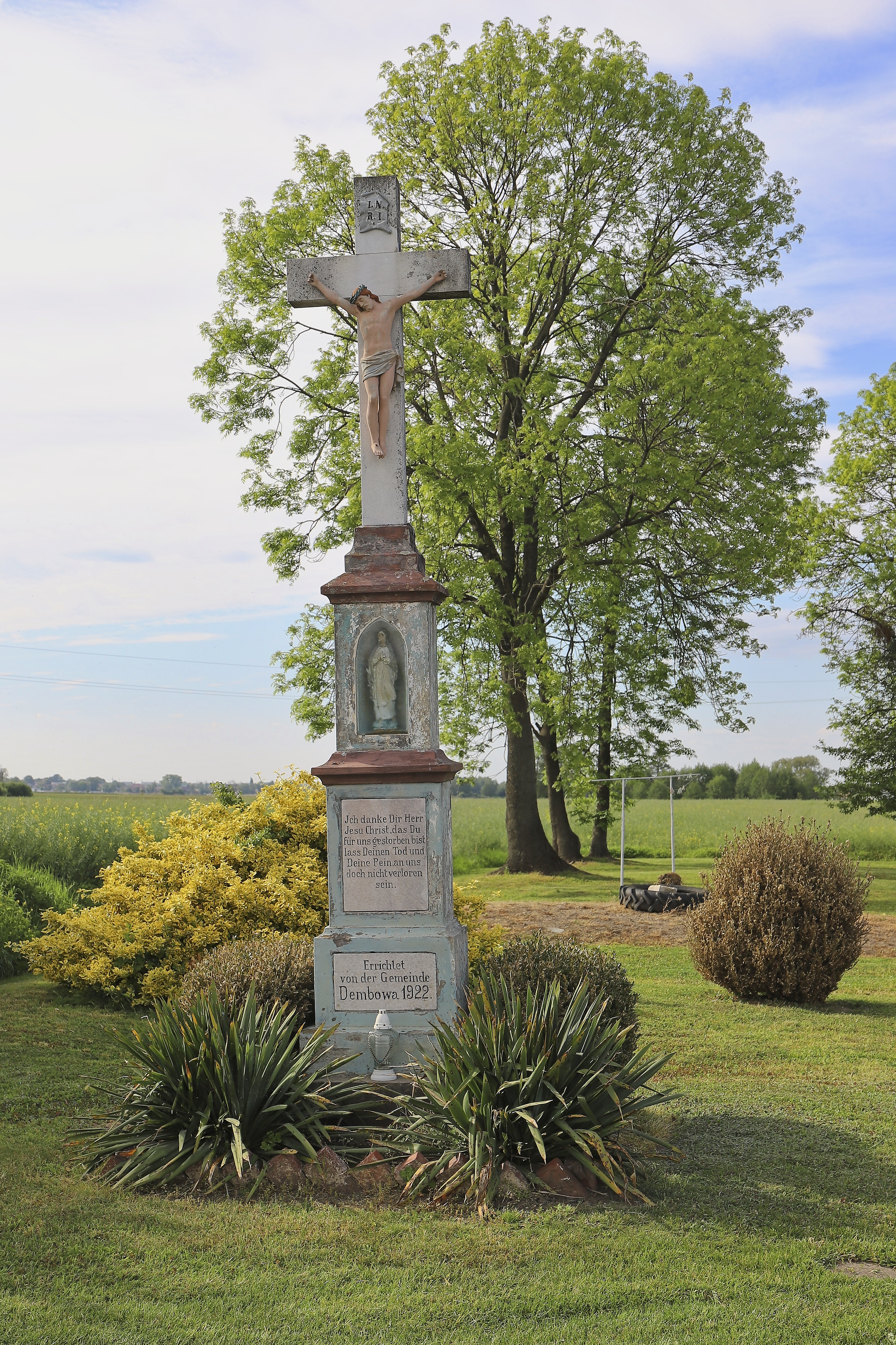
Wegkreuz in Dembowa

Dembowa (polnisch Dębowa) ist ein Ort in der Landgemeinde Reinschdorf (Reńska Wieś) im Powiat Kędzierzyńsko-Kozielski der Woiwodschaft Opole (Oppeln) in Polen.

## Geographie
Dembowa liegt rund fünf Kilometer südöstlich von Reinschdorf, neun Kilometer südwestlich von Kędzierzyn-Koźle und 46 Kilometer südlich von Opole.

## Geschichte
Der Ort entstand spätestens im 16. Jahrhundert, erwähnt wurde er um 1530. 1783 wurde „Dembowa“ bzw. „Tempowa“ in den Beyträge(n) zur Beschreibung von Schlesien erwähnt. Seit 1742 gehörte es Kreis Cosel und hatte 136 Einwohner, zehn Gärtner- und neun Häuslerstellen. 1865 bestand Dembowa aus einem Rittergut und einer Dorfgemeinde. Das Rittergut gehörte 1813 dem Baron Gruttschreiber, danach dem Grafen von Seherr-Thoß und ab 1858 dem Grafen Andreas Renard. Zum Rittergut gehörte ein außerhalb liegendes Vorwerk. Das Dorf hatte zu diesem Zeitpunkt zehn Gärtner und 28 Häusler. Die Schule befand sich in Krzanowitz.
Bei der Volksabstimmung in Oberschlesien am 20. März 1921 stimmten im Ort 188 Wahlberechtigte für einen Verbleib Oberschlesiens bei Deutschland und 18 für eine Zugehörigkeit zu Polen. Dembowa verblieb nach der Teilung Oberschlesiens beim Deutschen Reich. 1929 wurde ein Schulgebäude eröffnet. 1935 wurde der Ort im Zuge einer Welle von Ortsumbenennungen der NS-Zeit in Eichungen umbenannt. Bis 1945 befand sich der Ort im Landkreis Cosel.
Infolge des Zweiten Weltkrieges kam der Ort unter polnische Verwaltung, wurde anschließend der Woiwodschaft Schlesien angeschlossen und in Dębowa umbenannt. 1950 wurde es Woiwodschaft Opole eingegliedert. Seit 1999 gehört es zum Powiat Kędzierzyńsko-Kozielski. Am 26. Oktober 2006 wurde in der Gemeinde Reinschdorf Deutsch als zweite Amtssprache eingeführt. Am 11. Januar 2011 erhielt der Ort zusätzlich den amtlichen deutschen Ortsnamen Dembowa.

## Persönlichkeiten
- Hermengardis Rossa (1902–1944), Steyler Missionsschwester und Märtyrin